# Bahnhof Rapperswil
Der Bahnhof Rapperswil SG (bis Dezember 2020 nur Rapperswil) der Schweizerischen Bundesbahnen (SBB) ist ein Bahnknotenpunkt in Rapperswil im schweizerischen Kanton St. Gallen. Er liegt in der Gemeinde Rapperswil-Jona unmittelbar am Zürichsee.

## Geschichte
Die Vereinigten Schweizerbahnen (VSB) nahmen Bahnhof Rapperswil am 15. Februar 1859 zusammen mit der Strecke von Rüti ZH über Ziegelbrücke nach Glarus in Betrieb. Er war damals als Kopfbahnhof angelegt. Die Stationsanlage war ursprünglich in Richtung Jona geplant. Die Rosenstadt jedoch drängte auf einen Standort nahe dem See und dem Fischmarkt. Es waren vier durchgehend befahrbare Gleise vorhanden, die auf der Westseite in der Nähe des Zürichsees in ein kurzes Ausziehgleis und ein kurzes Abstellgleis mündeten Das Aufnahmegebäude wurde nur als Provisorium gebaut. Bereits seit den frühen Jahren des Bahnbetriebs befanden sich Rapperswil eine Lokomotiv- und eine Wagenremise.

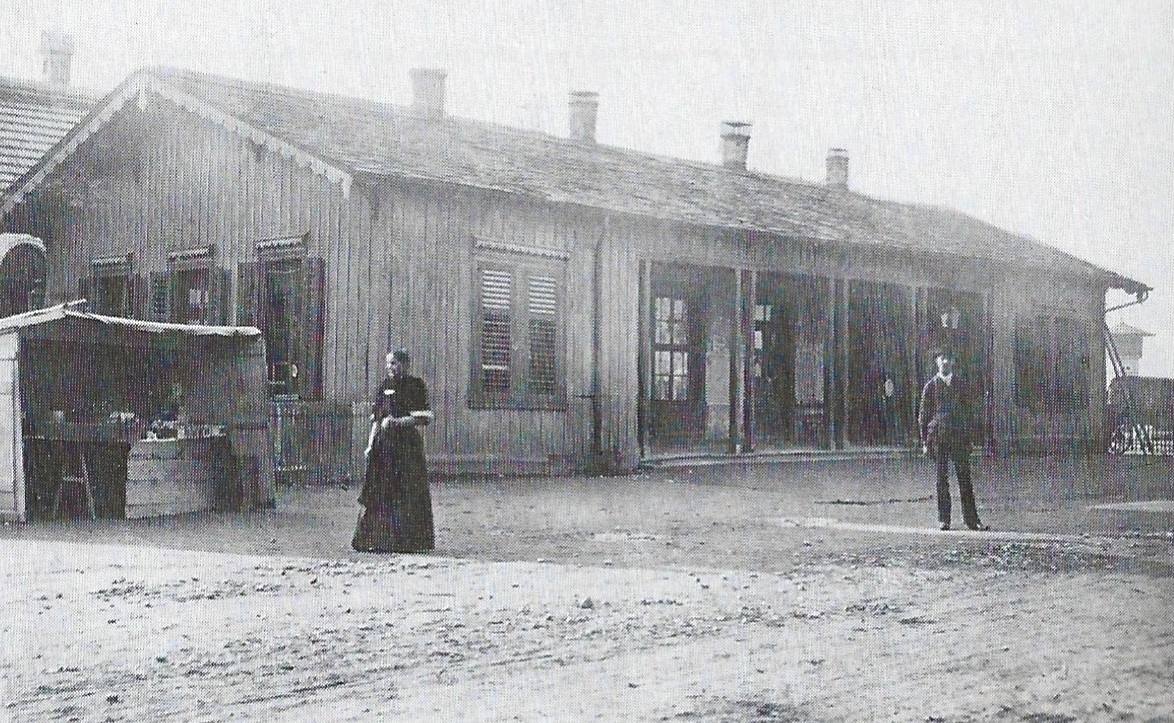
Das alte Aufnahmegebäude Rapperswil kurz vor der Inbetriebnahme des links im Hintergrund erkennbaren Neubaus, etwa 1895

Mit der Eröffnung der Seedammlinie nach Pfäffikon SZ am 27. August 1878 wurde aus dem Kopf- ein Durchgangsbahnhof, was am westlichen Kopfteil Anpassungen an den Gleisanlagen nötig machte. Etwa in den 1860er Jahren wurde ein neues Empfangsgebäude mit einer angebauten Personenhalle, die zwei Gleise überdeckte, erstellt.
Die Eröffnung der Rechtsufrigen Zürichseebahn veranlasste die VSB, 1895 vom Architekten Karl August Hiller das heute noch bestehende Aufnahmegebäude zu erbauen. Die Architektur dieses Baus weicht von den nüchternen Formen der Frühzeit der VSB stark ab. In der zweiten Hälfte der 1890er Jahre waren acht durchgehend befahrbare Gleise, zwei Mittelperrons, umfassende Depot- und Rangieranlagen und eine Drehscheibe vorhanden. Die frühere Remisen und die dazugehörende Drehscheibe waren verschwunden.

Bahnhof Rapperswil im Jahr 1919, Aufnahme von Walter Mittelholzer

1902 wurde die VSB verstaatlicht und der Bahnhof kam in den Besitz der SBB.
Die neue Eigentümerin erweiterte 1908/09 die Lokomotivremise und baute eine grössere Drehscheibe. Bereits 1926 erreichte der Fahrdraht Rapperswil, als die Strecke Zürich–Meilen–Rapperswil elektrifiziert wurde. Das Depot musste für die elektrischen Lokomotiven umgebaut und die den ganzen Bahnhof überquerende Passerelle um 1,2 Meter angehoben werden. Offenbar war in Rapperswil kein Stellwerkgebäude vorhanden, denn die Weichen wurden bis etwa Mitte der 1950er Jahre an Ort und Stelle bedient.
1996 erhöhten die SBB drei von vier Perrons von 25 auf 55 Zentimeter Höhe, um das Einsteigen in die Doppelstockzüge zu erleichtern. Zusätzlich wurden die westlichen Aufgänge der Unterführung zu Rampen umgebaut und neue Wartehallen erstellt. Nach Abschluss der Perrondachsanierung installierten die SBB Abfahrtsanzeiger. Ende der 1980er-Jahre wollten die SBB das alte Empfangsgebäude durch einen Neubau ersetzen, doch das Projekt wurde aus verschiedenen Gründen vernachlässigt und erst 2001 wurden die Pläne erneut hervorgeholt und überarbeitet. Daraufhin konnte der Schweizer Heimatschutz in mehreren Gesprächen überzeugen, dass der Bahnhof erhalten bleiben soll und ein Renovationsprojekt wurde ausgearbeitet. Zwischen März 2007 und August 2008 wurde der Bahnhof renoviert. Für die Sanierung der Gleisanlagen zwischen 2013 und 2016 waren 94 Mio. Franken budgetiert. In diesem Zusammenhang wurde das Drucktastenstellwerk des Typs Domino 67 durch ein elektronisches Stellwerk Simis W ersetzt.

## Gleisanlagen

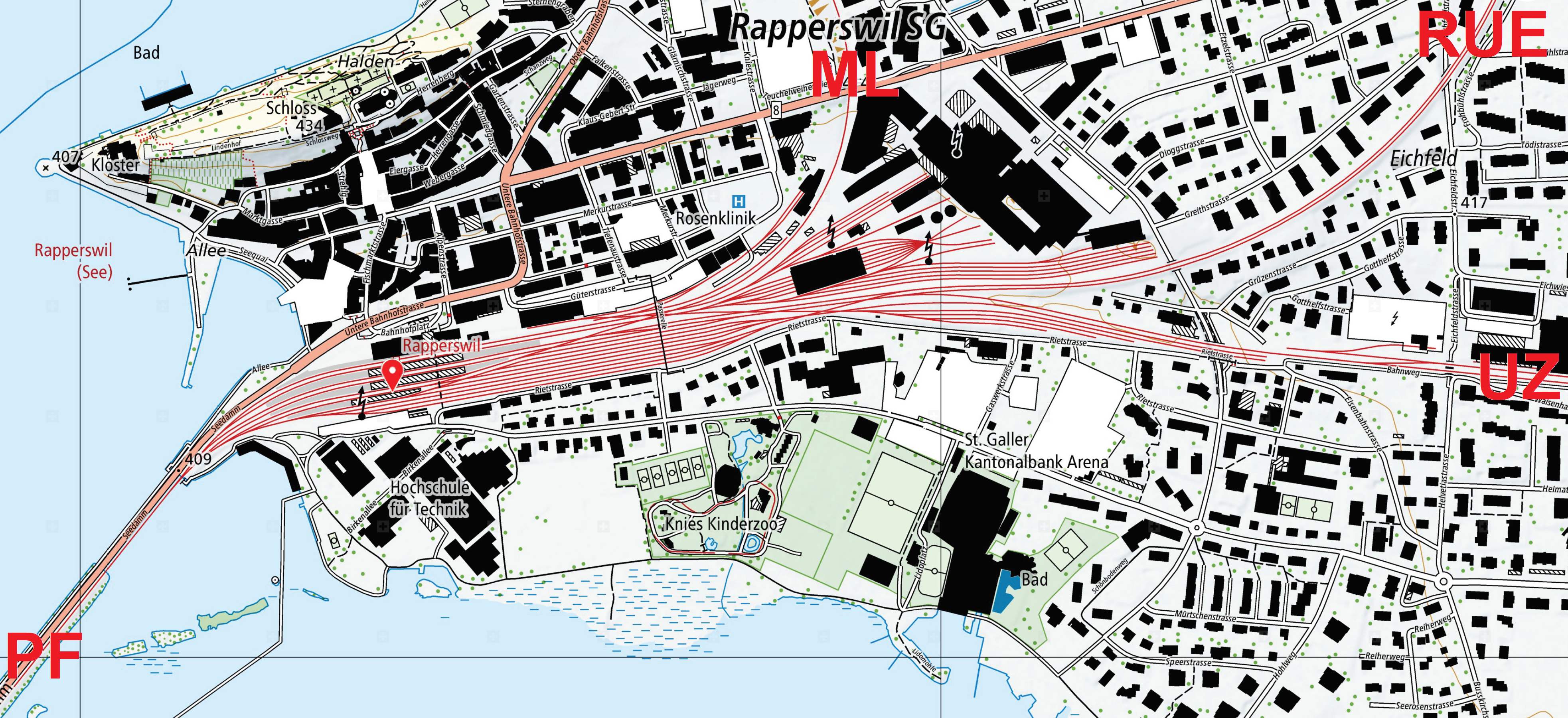
Kartenausschnitt Bahnhof Rapperswil:
ML: SBB nach Meilen–Zürich RUE: SBB nach Rüti ZH
PF: SOB nach Pfäffikon SZ UZ: SBB nach Uznach

Die Gleisanlagen der SBB bestehen aus sieben Gleisen an Bahnsteigen und einigen Abstellgleisen. Das Gleis 1 liegt unmittelbar neben dem Bahnhofsgebäude. Dort verkehrt im Regelfall die S7 nach Meilen–Zürich. Der Voralpen-Express (InterRegio) sowie der Regionalzug nach Linthal GL benutzen die Gleise 2 und 5. Auf den Gleisen 3 und 4 fahren die Züge der S-Bahn Zürich. Die Gleise 6 und 7 werden in der Regel von der S40 der SOB nach Pfäffikon SZ–Einsiedeln verwendet.
Die Gleisanlagen bestehen aus 90 Weichen. 160 Signale steuern den Zugverkehr. Einige Gleise stehen den bahneigenen Unterhaltsdiensten zur Verfügung. Zudem ist in Rapperswil ein Lösch- und Rettungszug stationiert.

## Zugverkehr
Durchschnittlich stiegen 2018 im Bahnhof Rapperswil täglich 21 227 Bahnreisende ein und aus. Er ist damit nach St. Gallen der am stärksten frequentierte Bahnhof im Kanton.

### S-Bahn Zürich

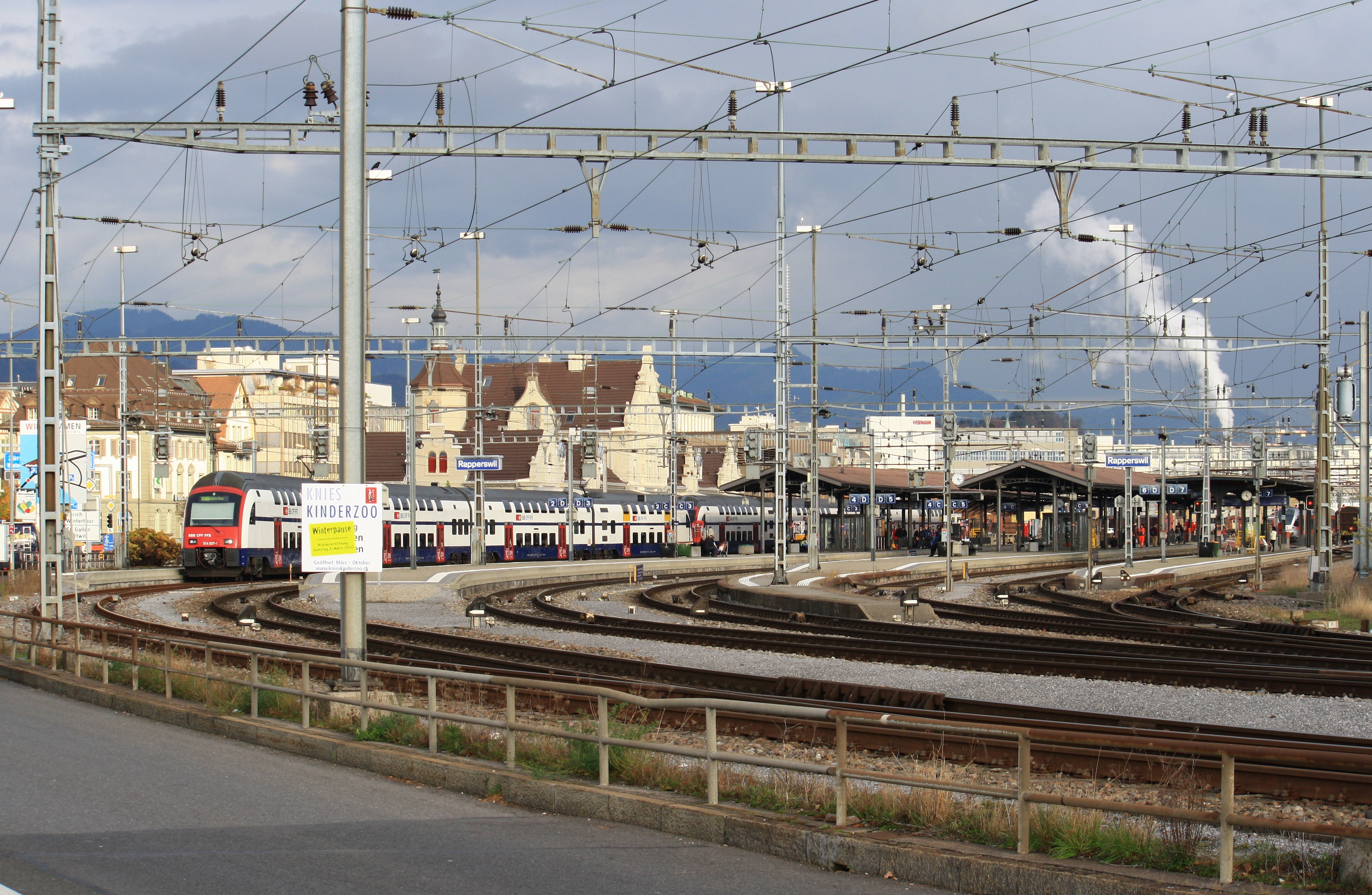
S7 nach Winterthur steht abfahrbereit auf Gleis 1.

Rapperswil ist für die S7, S15 und S40 Endbahnhof des Zürcher Verkehrsverbundes (ZVV). Die S5 verkehrt über Rapperswil nach Pfäffikon SZ. Folgende S-Bahnlinien des ZVV bedienen den Bahnhof.
- S 5 Zug – Affoltern a. A. – Zürich HB – Uster – Pfäffikon SZ
- S 7 Winterthur – Kloten – Zürich HB – Meilen – Rapperswil
- S 15 Rapperswil – Uster – Zürich HB – Oberglatt – Niederweningen
- S 40 Rapperswil – Pfäffikon SZ – Einsiedeln
- SN5 Knonau – Zürich HB – Uster – Pfäffikon SZ

### S-Bahn St. Gallen
Die S6 der S-Bahn St. Gallen verkehrt ab Rapperswil stündlich nach Schwanden (jeweils zur halben Stunde).
- S 4 Rapperswil – Uznach – Wattwil – Herisau – St. Gallen – Rorschach – St. Margrethen – Sargans
- S 6 Rapperswil – Ziegelbrücke – Glarus – Schwanden (– Linthal)
- S 17 Sargans – Ziegelbrücke – Uznach – Rapperswil

### Fernverkehr
Stündlich verkehrt der Voralpen-Express. Zur vollen Stunde kreuzen sich bei Rapperswil die Züge nach Luzern und Richtung St. Gallen.
- St. Gallen ‒ Herisau ‒ Wattwil ‒ Rapperswil ‒ Pfäffikon SZ ‒ Arth-Goldau ‒ Küssnacht am Rigi ‒ Luzern  FS  Voralpen-Express

## Busbetrieb

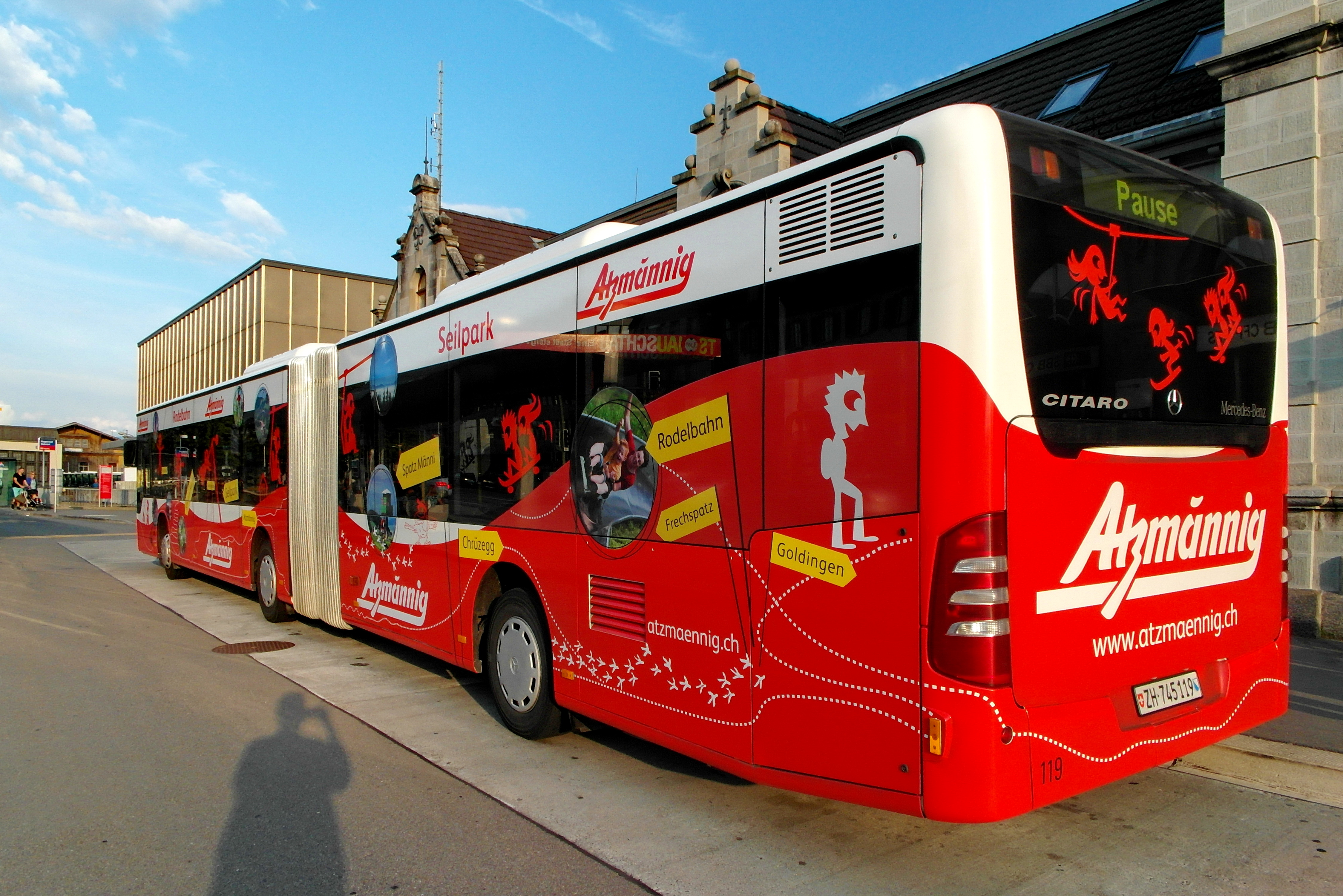
Überlandbus der Verkehrsbetriebe Zürichsee und Oberland (VZO) mit Werbeanstrich vor dem Bahnhof

Vor dem Bahnhof befindet sich der Bushof, ab welchem Regionalbusse und Stadtbusse verkehren.

### Stadtlinien
- 991 Rapperswil Bhf. Süd – Schachen – Jona Bhf.
- 993 Rapperswil Bhf. – Hanfländer – Jona, Tägernau
- 994 Rapperswil Bhf. – Lenggis Balm – Jona Bhf.
- 995 Rapperswil Bhf. – Jona, Hummelberg

### Regionallinien
- 622 Rapperswil Bhf. – Jona, Erlen – Wagen – Eschenbach (– St. Gallenkappel – Wattwil)
- 885 Rapperswil Bhf. – Rüti – Wald – Laupen – Atzmännig

## Bilder

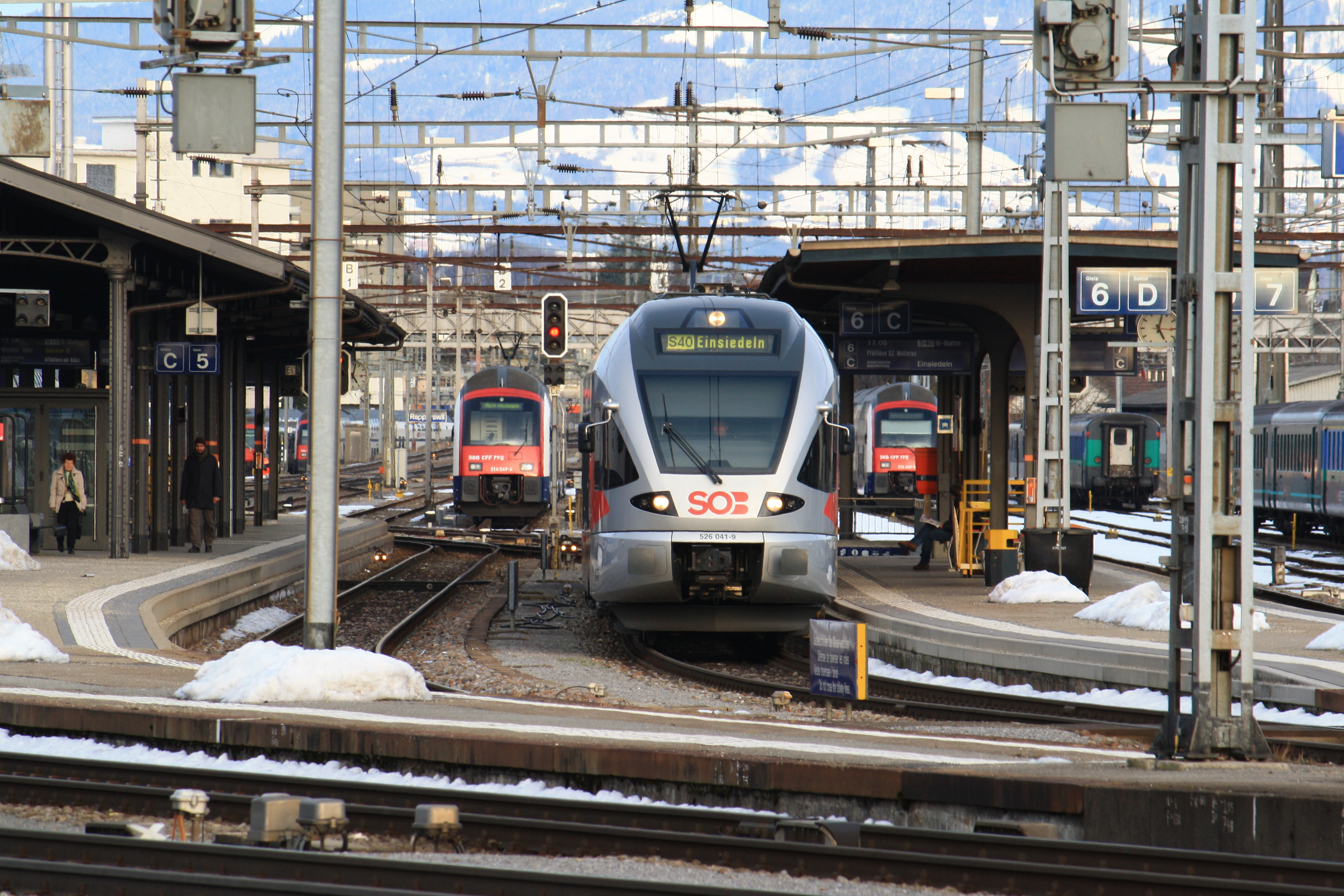
S40 der Südostbahn nach Einsiedeln abfahrbereit auf Gleis 6 (2010)
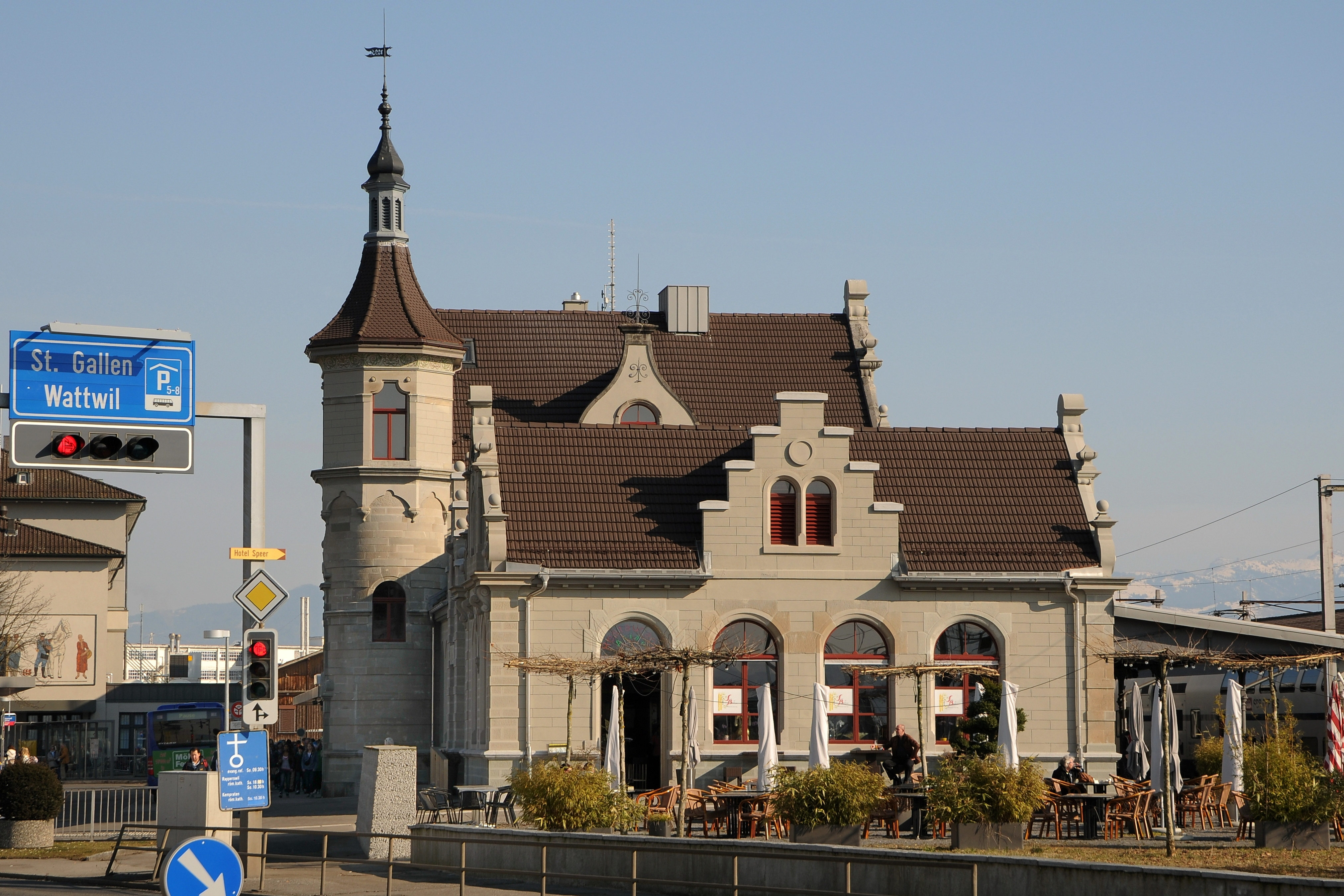
Westseite des Bahnhofsgebäudes
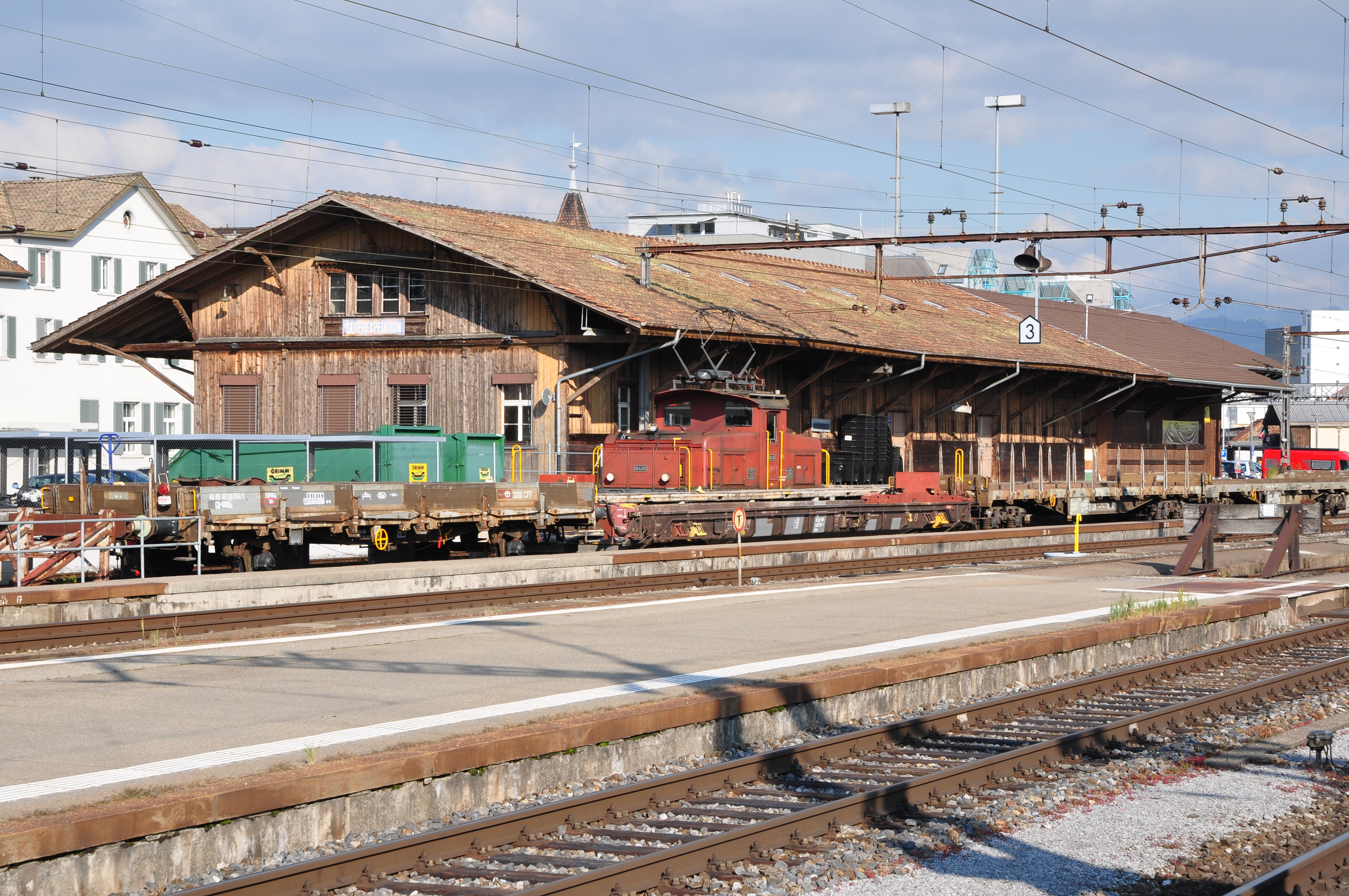
Güterschuppen, davor eine Rangierlokomotive Ee 3/3, 2011
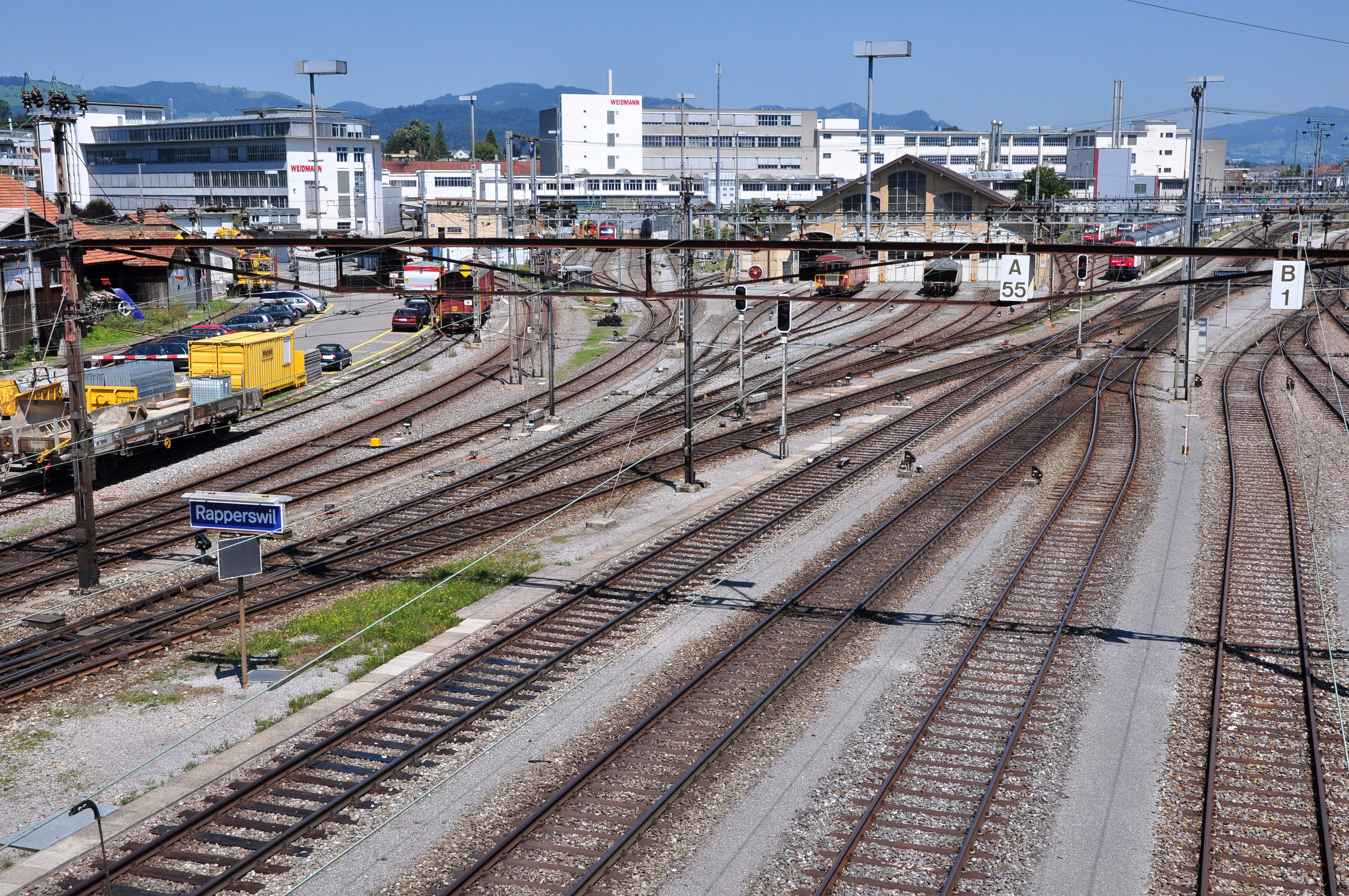
Depot, links Streckengleis nach Meilen, rechts nach Rüti und Uznach
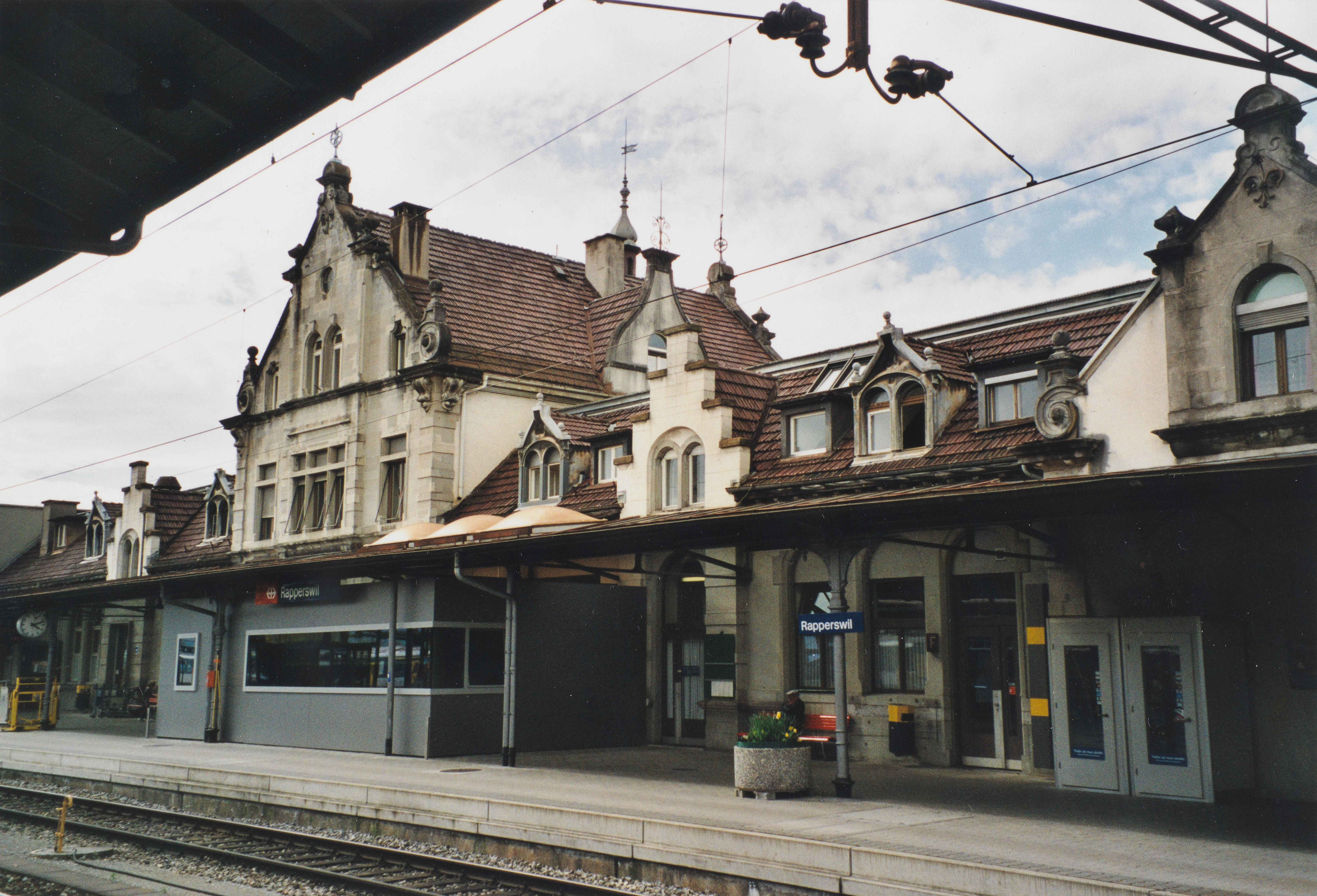
Bahnhofsgebäude Bahnseite (2001)